# Honey (chanson de Mariah Carey)
Pour les articles homonymes, voir Honey.
Singles de Mariah Carey
Underneath the Stars
(1996) Butterfly
(1997)
Honey est une chanson de l'artiste américaine Mariah Carey issue de son sixième album studio, intitulé Butterfly. Elle sort en single le 26 août 1997 sous le label Columbia Records. La chanson a été écrite par Carey, Puff Daddy, Stevie J. et Q-Tip, qui sont également tous producteurs de la piste. En raison de l'échantillonnage de la chanson Hey DJ par World's Famous Supreme Team et The Body Rock par Treacherous Three, d'autres personnes sont également créditées comme auteurs. Honey redéfinit la carrière de Carey : elle s'y consacre en effet plus au hip-hop qu'auparavant. Les paroles décrivent la sensation que ressent le personnage envers son amant, qui la compare au miel et à sa douceur.
Les critiques acclament la chanson, ainsi que la transition musicale de Carey qu'elle représente. Elle connaît un grand succès aux États-Unis où elle est la troisième chanson de Carey entrant en première place du Billboard Hot 100. Elle conserve cette position pendant trois semaines avant de redescendre dans le classement. Honey est également numéro un au Canada et elle en haut de classement en Australie, en Espagne, en Nouvelle-Zélande, au Royaume-Uni et en Suède. Dans d'autres pays européens, la chanson ne rencontre pas le même succès que les singles précédents.
Honey est nommée lors de la quarantième cérémonie des Grammy Awards comme « Meilleure performance vocale féminine R&B » et « Meilleure chanson R&B ». La chanson n'a pas remporté ces récompenses. La chanteuse interprète Honey lors des World Music Awards, à Top of the Pops et lors d'une émission japonaise. Elle la reprend également dans le Butterfly World Tour ainsi que lors d'autres tournées et concerts de la chanteuse dans sa forme originale ou en remix.
Honey est plus connue pour son clip qui présente une image de Carey, à la fois sensuelle et moins conservatrice. Dans le clip, Carey est retenue en otage dans une villa puis elle réussit à s'enfuir. Après avoir semé ses assaillants, elle danse sur un bateau avec des marins, puis s'amuse sur une île déserte avec son amoureux. Cette vidéo rencontre une polémique ; il y a en effet de nombreux points de comparaison entre la vidéo et son mariage raté. Même si Carey dément ces comparaisons et parle de coïncidences, Walter Afanasieff et plusieurs de ses partenaires pensent que ces similitudes sont plus qu'évidentes parce qu'elle semble satisfaite de sa position et semble faire de l'ironie mais ne veux juste pas l'admettre ; elle finit par avouer la vérité des similitudes entre son mariage et son clip lors d'une de ses interviews.

## Genèse
Après le succès de son album Daydream, Mariah Carey a commencé à avoir plus d'expérience dans sa carrière. Elle a commencé à s'intéresser davantage au hip-hop, genre bien différent à ce qu'elle a déjà produit. Toutefois, elle écrit toujours des ballades avec Afanasieff mais cherche de nouveaux producteurs hip-hop et R&B pour son nouveau projet. La chanson est ainsi enregistrée en février 1997. Mariah Carey collabora d'abord avec Q-Tip ; ils écrivent les paroles et amènent des échantillons à Puff Daddy, le producteur, qui vient de rencontrer son second succès musical, avec Mo Money Mo Problems. À cause des rumeurs sur la nature dominante de Puff Daddy, Carey enregistre sa version séparément, puis lui donne à choisir entre quelques démos. Puffy explique pourquoi Carey a enregistré séparément et délivre ses sentiments sur leur collaboration :

« Beaucoup de gens pensent que je suis arrogant, donc je n'étais pas autorisé à entrer dans le studio quand elle enregistrait. J'ai essayé de travailler dessus, je suis perfectionniste, je ne laisse pas les gens respirer. J'ai donc été rejeté de plusieurs studios. Mariah a ré-enregistré Honey jusqu'à ce qu'elle la trouve parfaite. Elle m'a donné une centaine de démos à choisir. »

Puffy exprime son respect envers Mariah Carey, en disant qu'elle travaille ses enregistrements jusqu'à ce qu'elle sente que c'est parfait. Après les paroles, Carey et Puffy travaillent sur le hook puis sur les échantillons ainsi que sur le refrain et le pont. Après avoir fini la chanson, Combs en est satisfait mais, à cause de son influence hip-hop, il est peu optimiste sur les ventes du single. Honey est le premier single après sa séparation avec Tommy Mottola, qui dirige son label discographique, Columbia.

## Structure musicale
Honey est une chanson entraînante qui mélange hip-hop et RnB contemporain. La chanson se situe dans une signature rythmique commune et dans la tonalité de Mi majeur. Elle comporte une progression d'accords de La et Fa1. La gamme vocale de Carey se situe entre les notes Mi2 et Si4 tandis que l'instrumentation se situe entre Sol2 et Sol4. Le remix incorpore quelques passages rap par The Lox et Mase ainsi quelques paroles de Sean Coms lui-même.
La chanson est musicalement différente des autres de Carey et est considérée comme une « piste hip-hop et une basse résonnante. Q-Tip produit la mélodie et Stevie J. les claviers. La production de Combs donne un effet « lumineux et aéré », s'éloignant du rythme contemporain de Carey ». Honey présente quelques échantillons de The Body Rock par Treacherous Three et Hey DJ par World's Famous Supreme Team. La piste réunit le hip-hop et le R&B avec quelques éléments pop et elle contient un « refrain accrocheur, combinant hip-hop et pop en quelque chose qui n'a pas l'intention d'être rejeté, et en offrant un bon départ pour un album ». Selon l'auteur Chris Nickson, Honey révèle un côté plus indépendant et confident de Carey, ce qu'elle n'a jamais montré auparavant. La chanson incarne une femme plus mûre, avec des paroles sensuelles et un rythme hip-hop écrasant.

## Accueil

### Critiques de la presse
Honey reçoit de manière générale des critiques positives. David Browne, d'Entertainment Weekly, considère la chanson comme un moment important pour la transition musicale de Carey. Il écrit : « Vous êtes prêts à entendre une chanson dans laquelle Carey se libère des chansons engagées et se dévoile ». Il estime que Honey montre « la prise d'indépendance d'une personne — prise entre les nouvelles et vieilles habitudes et prudente envers le futur. ». Browne dit également que Carey a une voix louable dans la chanson, « montrant une certaine retenue admirable, elle se blottit dans les doux rythmes de Honey ». L'auteur Chris Nickson pense que l'importance de la chanson est bien supérieure « à ses résultats commerciaux » et que le single est l'un des plus importants de la carrière de Carey, lui permettant de transiter entre le R&B et le hip-hop. Nickson ajoute qu'avant Carey était vue comme une chanteuse pop avec des tendances R&B mais Honey vient modifier ce jugement, donnant à la chanteuse « une crédibilité hip-hop », ce qui contraint ses opposants à « prendre un autre regard ». Rich Juzwiak, de Slant Magazine, complimente la chanson, et la compare à « un éveil, à la fois sensuel et musical ». Juzwiak conclut sa critique en écrivant : « Honey illustre le brusque changement de Carey. Son nouvel éclat pop n'est pas toujours facile, cela dépend de la capacité du public à apprécier Carey et sa musique pop ».
Honey est nommée à la quarantième cérémonie des Grammy Awards dans les catégories « Meilleure performance vocale R&B féminine » et « Meilleure chanson R&B ». Le single ne gagne cependant aucune de ces nominations. Honey gagne de nombreuses récompenses en 1997. Lors de la cérémonie des Grammy Awards en 1998 pour le Grammy Award de la « Meilleure performance vocale R&B » et la « Meilleure chanson R&B ». De plus, elle gagne une récompense sur l'écriture lors des BMI.[style à revoir]

### Résultats dans les hit-parades
Honey devient le troisième single de Carey à débuter en première place du Billboard Hot 100 ; la chanteuse est à ce jour l'artiste qui y a réalisé le plus d'entrées. De plus, la chanson devient le douzième numéro un de Carey, battant le record qu'elle partageait avec Madonna et Whitney Houston. Elle remplace Mo Money Mo Problems de The Notorious B.I.G., Puff Daddy et Mase puis est détrônée par 4 Seasons of Loneliness par Boyz II Men. À cette période, Carey est avec The Supremes à la quatrième place des artistes ayant le plus de numéro un aux États-Unis, derrière Michael Jackson qui en a treize, Elvis Presley qui en a 17 et les Beatles qui en ont vingt.
Honey est certifiée disque de platine par la Recording Industry Association of America (RIAA) pour la vente d'un million d'exemplaires. La chanson atteint la deuxième place du classement hip-hop/R&B et passe 21 semaines dans ce hit-parade. Honey finit en 32e position du classement annuel de Billboard en 1997. Au Canada, la chanson débute à la 48e position du classement RPM le 18 août 1997 et atteint la tête du classement le 22 septembre 1997. Elle reste présente dans le hit-parade pendant 20 semaines et termine au 18e rang du classement annuel RPM en 1997.
En Australie, Honey atteint la 8e place du palmarès et passe 19 semaines dans le classement. Elle est certifiée disque d'or par l'Australian Recording Industry Association (ARIA) pour la vente de 35 000 exemplaires,. En Nouvelle-Zélande, la chanson arrive en 3e position et passe 14 semaines dans le hit-parade. Dans d'autres pays, la chanson rencontre moins de succès, moins que les singles précédents. Tandis que Honey arrive au 12e rang du palmarès finlandais, celle-ci en sort la semaine suivante, restant une semaine dans le classement. En Suède, la chanson arrive 8e et réussit à rester 10 semaines dans le hit-parade. En Autriche, elle atteint la 39e place et reste une semaine dans le classement. En Belgique, la chanson arrive 30e en Flandre et 29e en Wallonie,.
En France, le single débute à la 39e place du hit-parade le 6 septembre 1997. Elle en ressort 4 semaines plus tard, le 11 octobre. Au Royaume-Uni, Honey débute dans le UK Singles Chart le 6 septembre 1997 à la 3e place, avant de redescendre et de sortir du hit-parade 8 semaines plus tard. En 2009, Honey est le 15e single de Carey le mieux vendu avec 165 000 exemplaires écoulés.

## Clip
Mis à part l'attention portée autour de la chanson, le clip reçoit beaucoup de critiques. Pour la première fois dans sa carrière en effet Mariah Carey est provocante, ce qui donne aux téléspectateurs « un avant-goût de la libéralisation de Mariah, ». La vidéo, filmée à Porto Rico, est créée par Carey et réalisée par Paul Hunter. Sur le thème de James Bond, Carey joue le rôle de « la très sexy agent M », une femme qui s'échappe d'une villa où elle était retenue en otage. Carey dit à propos de la vidéo : « Je ne pense pas que la vidéo soit ouvertement sexuelle, mais je pense que les gens m'ont pris pour la Mary Poppins des années 90 ».
La vidéo est diffusée la première fois sur MTV et BET le 30 juillet 1997 et alors qu'elle est tournée à Porto Rico en juillet 1997. La vidéo commence quand Carey, l'agent M dans le clip, est retenue en otage dans une villa. Les ravisseurs (Eddie Griffin et Frank Sivero) narguent Carey et cherchent éventuellement à la tuer. Après plusieurs conversations, Carey échappe à Griffin et plonge dans une piscine depuis la terrasse. Elle s'échappe ensuite de là, en maillot de bain, sur un jet-ski. Les ravisseurs continuent à la poursuivre jusqu'à ce qu'elle arrive à bord d'un navire. Pendant une grande partie de la vidéo, Carey danse sur un grand bateau à voiles, en bikini blanc. Une fois à bord du navire, Carey se met à danser avec des marins. Carey se retrouve ensuite sur une île avec son ami (David Fumero) et son chien, Jack. Ils s'amusent ensemble sur la plage tandis que Carey profite pleinement de ces instants.
« C'était épuisant. Je ne peux pas dire que c'était facile. Je me levais tous les jours à 3 heures du matin et travaillais parfois jusqu'à 9 heures le lendemain matin – pour nager quatre heures d'affilée dans mes chaussures Gucci. Je ne vous dis pas que j'ai réellement sauté du balcon mais j'ai plongé dans la piscine. Et nager dans une piscine toute habillée, ce n'était pas agréable ».
Au moment où le clip est diffusé, Carey et Mottola sont en procédure de divorce, ce qui conduit à plusieurs spéculations au sujet du message de la vidéo. Les critiques ont trouvé un lien entre la vidéo et le mariage raté de la chanteuse. Même si Carey dément ces suppositions, beaucoup de gens considèrent que l'évidence suffit. Afanasieff, partenaire de Carey depuis six ans explique que la vidéo parle de Mottola. Alors que les spéculations sur le clip augmentent, Carey dément toujours avoir voulu représenter sa relation avec Mottola. Dans une interview, elle raconte : « Tommy adore la vidéo, il dit que c'est la meilleure ».
Le remix Bad Boy est accompagné d'un clip différent. Il présente le même concept, mais n'insiste pas sur son enlèvement et sa fuite. La vidéo débute lorsque Carey plonge dans la piscine et conduit un jet-ski. Comme elle se retrouve toute seule dans l'eau, un hélicoptère lui descend une corde. Après qu'elle accepte de monter, Carey se retrouve aux côtés des pilotes, Puffy et les membres de Bad Boy Records. On la voit danser avec Puffy dans un tunnel doré. Quand le lip se termine, les membres de l'équipage rejoignent Carey dans le tunnel et se mettent à danser.

## Remixes
Plusieurs remixes existent pour Honey ; les plus connus sont les remixes Bad Boy et Classic. Ce dernier apparaît plus tard dans la compilation The Remixes (2003). Le premier est plus similaire à la version originale, avec une introduction plus longue où Carey chante : « I thought I told you, we won't stop ». Les accords présents dans la version originale de Honey sont entièrement exclus du remix Bad Boy, tandis que The Lox et Mase (qui fait l'intermédiaire dans la version originale) font quelques couplets de rap. Le couplet de Mase couvre entièrement le second refrain de la chanson tandis que The Lox remplace une partie de l'intermédiaire. Le principal remix, Honey (Bad Boy remix), est accompagné d'un clip, réalisé par Paul Hunter. La plupart des scènes de la vidéo proviennent de l'originale, avec cependant quelques nouvelles scènes où Carey, Puffy, Mase et The Lox dans un tunnel intitulé The Honey Tunnel. Durant le couplet de Mase, ils sauvent Carey en déroulant une corde depuis un hélicoptère.
Un autre mix hip-hop est créé, Honey (So So Def mix), produit par Jermaine Dupri. Il présente quelques couplets de rap par Da Brat et lui-même. Carey ré-enregistre la chanson mais la plupart des structures mélodiques restent similaires à la version de l'album. La chanson utilise un échantillon d'It's Great to Be Here mais ne sert pas de la mélodie de The Body Rock présente sur la version de l'album et le remix Bad Boy. Le So So Def Remix utilise l'échantillon de Hey DJ mais d'une manière différente : alors que l'album et le remix Bad Boy utilise l'ostinato du piano, celui-ci reprend les paroles « Hey JD, won't you play that song, keep them dancing, dancing all night ». David Morales réalise plusieurs remixes dance de la chanson : Honey (Classic mix), Honey (Def Club mix), Honey (Rascal dub) et Honey (Boss Anthem mix). Ils donnent les droits d'auteurs aux paroliers de The Body Rock même si cette chanson n'est pas reprise. Morales devient également auteur de la chanson grâce aux remixes, et même s'il modifie complètement la structure musicale de la chanson originale.

## Interprétations scéniques
Mariah Carey interprète Honey lors de plusieurs émissions télévisées ainsi que dans la plupart de ses tournées postérieures. Carey interprète d'abord un mash-up avec le remix Bad Boy lors de l'émission britannique Top of the Pops en 1997. Cette prestation intègre le thème des deux clips, et Carey y est habillée du même bikini blanc. De plus, la scène a été arrangée pour ressembler au pont d'un navire. Les danseurs rejoignent Carey lorsqu'elle chante la chanson. Elle l'interprète lors de la cérémonie des World Music Awards en 1998. Cette interprétation lui vaut une grande ovation du public à Carey ainsi qu'à tous les danseurs habillés en marin. Après le second couplet, la vidéo du remix Bad Boy s'affiche sur grand écran avec les voix pré-enregistrées de Puffy. Une autre prestation de la chanson a été enregistrée et diffusée en direct au Japon. Carey interprète la chanson lors du Butterfly World Tour (1998), la tournée qui promeut l'album Butterfly. Au moment de la chorégraphie, plusieurs danseurs déguisés en marin apparaissent. Servant d'introduction à la chanson, Carey est à nouveau en otage et elle ré-exécute son évasion. La performance de Taipei est incluse dans le DVD Around the World, qui regroupe des concerts du Japon, de Taïwan, d'Australie et des États-Unis.
Lors de son Rainbow World Tour, le début du clip original sert d'introduction. Quand la musique commence, Carey surgit avec un habit de marin et un bonnet assorti. Durant la prestation, des danseurs rejoignent la chanteuse et ré-exécute les mêmes gestes que dans la tournée précédente. Elle interprète Honey durant la tournée suivante, le Charmbracelet World Tour (2002-2003). Tout au long des concerts, la chanson a été modifiée par rapport à ceux de 1998. La prestation débute toujours avec l'introduction du clip mais cette-fois-ci les danseurs n'ont plus les mêmes tenues. Ces derniers rejoignent Carey et exécutent des chorégraphies exotiques. La chanteuse se joint à quelques pas de danse. Carey continue à reprendre la chanson en 2006 pour The Adventures of Mimi. L'interprétation ne commence pas avec le clip mais lorsque les danseurs habillés en marin font irruption. Durant son concert au Madison Square Garden, Carey est rejointe par Sean « Diddy » Combs sur scène après le second couplet. Durant son Advocate Angels Tour, la chanteuse enfile une robe de Hervé Léger. Durant la chanson, des danseurs la rejoignent et exécutent leur chorégraphie.

## Versions officiels
CD single
1. Honey (Version LP) – 4:59
2. Honey (Remix Bad Boy) – 5:32

É.U. CD Maxi single
1. Honey (Version LP) – 4:59
2. Honey (Remix Bad Boy) – 5:32
3. Honey (Mix Classic) – 8:05
4. Honey (Mix So So Def) – 5:11
5. Honey (Instrumental Classic) – 7:32

R.U. CD Maxi single
1. Honey (Version LP) – 4:59
2. Honey (Remix Bad Boy) – 5:32
3. Honey (Mix Classic) – 8:05
4. Honey (Mix So So Def) – 5:11

## Crédits
- Mariah Carey – chant, auteur, productrice
- Puff Daddy – auteur, producteur
- Stevie J. – auteur, producteur
- Q-Tip – auteur, producteur
- Bobby Robinson – auteur
- Stephen Hague – auteur
- Ronald Larkins – auteur
- Malcolm McLaren – auteur
- Larry Price – auteur

Crédits issus de l'album Butterfly

## Classements et successions à la première place

### Classements par pays
| Pays                                       | Position | Certification |
| ------------------------------------------ | -------- | ------------- |
| Allemagne                                  | 38       |               |
| Australie                                  | 8        | Or            |
| Autriche                                   | 39       |               |
| Belgique (Nl)                              | 30       |               |
| Belgique (Fr)                              | 29       |               |
| Canada                                     | 1        |               |
| Espagne                                    | 4        |               |
| Finlande                                   | 12       |               |
| France                                     | 39       |               |
| Irlande                                    | 19       |               |
| Italie                                     | 10       |               |
| Japon                                      | 39       |               |
| Nouvelle-Zélande                           | 3        |               |
| Pays-Bas                                   | 15       |               |
| Royaume-Uni                                | 3        |               |
| Suède                                      | 8        |               |
| Suisse                                     | 23       |               |
| États-Unis Billboard Hot 100               | 1        | Platine       |
| États-Unis Billboard Hot Dance Club Play   | 1        |               |
| États-Unis Billboard Hot R&B/Hip-Hop Songs | 2        |               |

| Pays       | Position | Année | Période   |
| ---------- | -------- | ----- | --------- |
| Australie  | 50       | 1997  | 1996-1997 |
| Canada     | 18       | 1997  | 1996-1997 |
| Italie     | 84       | 1997  | 1996-1997 |
| Pays-Bas   | 105      | 1997  | 1996-1997 |
| Suède      | 91       | 1997  | 1996-1997 |
| États-Unis | 32       | 1997  | 1996-1997 |

## Historique de sortie
| Pays        | Date              | Format    |
| ----------- | ----------------- | --------- |
| Allemagne   | 26 août 1997      | CD single |
| Canada      | 26 août 1997      | CD single |
| France      | 26 août 1997      | CD single |
| Japon       | 26 août 1997      | CD single |
| États-Unis  | 26 août 1997      | CD single |
| Royaume-Uni | 12 septembre 1997 | CD single |

## Compléments